# أمير أباد (فيروزة)
أمير أباد (بالفارسية: امیرآباد) هي مستوطنة تقع في Darbqazi Rural District في إيران. يقدر عدد سكانها بـ 172 نسمة .